# Історія Джалала
«Історія Джалала» (бенг. জালালের গল্প) — бангладеський драматичний фільм, знятий Абу Шагедом Емоном. Світова прем'єра стрічки відбулася 5 жовтня 2014 року на Пусанському міжнародному кінофестивалі. Фільм був висунутий Бангладеш на премію «Оскар-2016» у номінації «найкращий фільм іноземною мовою».

## У ролях
- Могаммод Емон — Джалал
- Арафат Рагман
- Мошарраф Карім
- Масумі Гамід

## Визнання
| Нагороди та номінації фільму «Історія Джалала» | Нагороди та номінації фільму «Історія Джалала» | Нагороди та номінації фільму «Історія Джалала» | Нагороди та номінації фільму «Історія Джалала» | Нагороди та номінації фільму «Історія Джалала» | Нагороди та номінації фільму «Історія Джалала» |
| Рік                                            | Нагорода                                       | Категорія                                      | Номінант                                       | Результат                                      |                                                |
| ---------------------------------------------- | ---------------------------------------------- | ---------------------------------------------- | ---------------------------------------------- | ---------------------------------------------- | ---------------------------------------------- |
| 2014                                           | Пусанський міжнародний кінофестиваль           | «Нові течії»                                   | «Історія Джалала»                              | Номінація                                      |                                                |